# Lavallea ceylanica
Lavallea ceylanica là một loài thực vật có hoa trong họ Olacaceae. Loài này được (Gardner) Baill. mô tả khoa học đầu tiên năm 1862.